# Groot-Mumbai
Groot-Mumbai of Mumbai Metropolitan Region [MMR) (Muṁbaī Mahānagara Pradēś) is een metropoolgebied in het westen van de provincie Maharashtra in India. De stad Mumbai vormt het historische en bestuurlijke centrum van de metropool. Andere grote steden zijn Bhiwandi, Kalyan-Dombivli, Mira-Bhayandar, Navi Mumbai, Thane, Ulhasnagar en Vasai-Virar.
Groot-Mumbai heeft 27,6 miljoen inwoners op een oppervlakte van 6328 vierkante kilometer. Qua inwonertal is het de de tweede metropool van India en de zevende metropool van de wereld.
Het hele gebied staat onder toezicht van de Mumbai Metropolitan Region Development Authority (MMRDA), een staatsorganisatie die verantwoordelijk is voor stadsplanning, ontwikkeling, transport en huisvesting en de uitdagingen op het gebied van planning en ontwikkeling van geïntegreerde infrastructuur voor de grootstedelijke regio moest aan pakken. Het metropoolgebied als geheel heeft zich over een periode van ongeveer 20 jaar sterk ontwikkeld.